# Большев, Логгин Александрович
Логгин Александрович Большев (10 [22] сентября 1834 года, Новое Ескино, Новгородская губерния — 3 [15] августа 1880 года, Иркутск) — русский военный топограф, геодезист и картограф, исследователь Восточной Сибири, полковник Русской императорской армии.

## Биография

### Детство
Логгин Александрович Большев родился 10 сентября 1834 года в усадьбе Новое Ескино Хрипелевской волости Устюженского уезда Новгородской губернии (по другим данным — в Устюжне) в дворянской семье. До 11 лет получал домашнее образование в имении родителей, в дальнейшем обучался в реформатском училище Святых Петра и Павла.

### Военная служба
10 октября 1850 года Логгин Большев зачислен на военную службу. Обучался в Топографическом училище Военно-топографического депо, после окончания которого 29 декабря 1855 года произведён в прапорщики корпуса топографов. Во время обучения в училище в 1851—1854 годах производил топографические съёмки в окрестностях Санкт-Петербурга. В 1855—1857 годах находился на триангуляции Эстляндской губернии. В 1858 году направлен в Николаевскую астрономическую обсерваторию в Пулково для прохождения теоретического курса по астрономии и практических работ, после чего в 1861 году назначен на астрономическо-геодезические работы в Финляндию, где прослужил до 1869 года. Совместно с И. Г. Лескиненом с помощью телеграфа определил разности долгот Пулково — Выборг, Выборг — Йоенсуу, Йоенсуу — Куопио, Куопио — Выборг.
За отличия 3 апреля 1860 года Большев произведён в подпоручики, 17 апреля 1863 года — в поручики. В штабс-капитаны произведён со старшинством с 30 августа 1865 года, в капитаны — с 3 апреля 1870 года. В апреле 1872 года он назначен помощником начальника военно-топографического отдела Восточно-Сибирского военного округа. Прибыв в Иркутск, в октябре 1872 года Большев был избран членом Восточно-Сибирского отдела Императорского Русского географического общества (ИРГО), став его активным сотрудником. 30 августа 1873 года произведён в подполковники.

### Приморская экспедиция

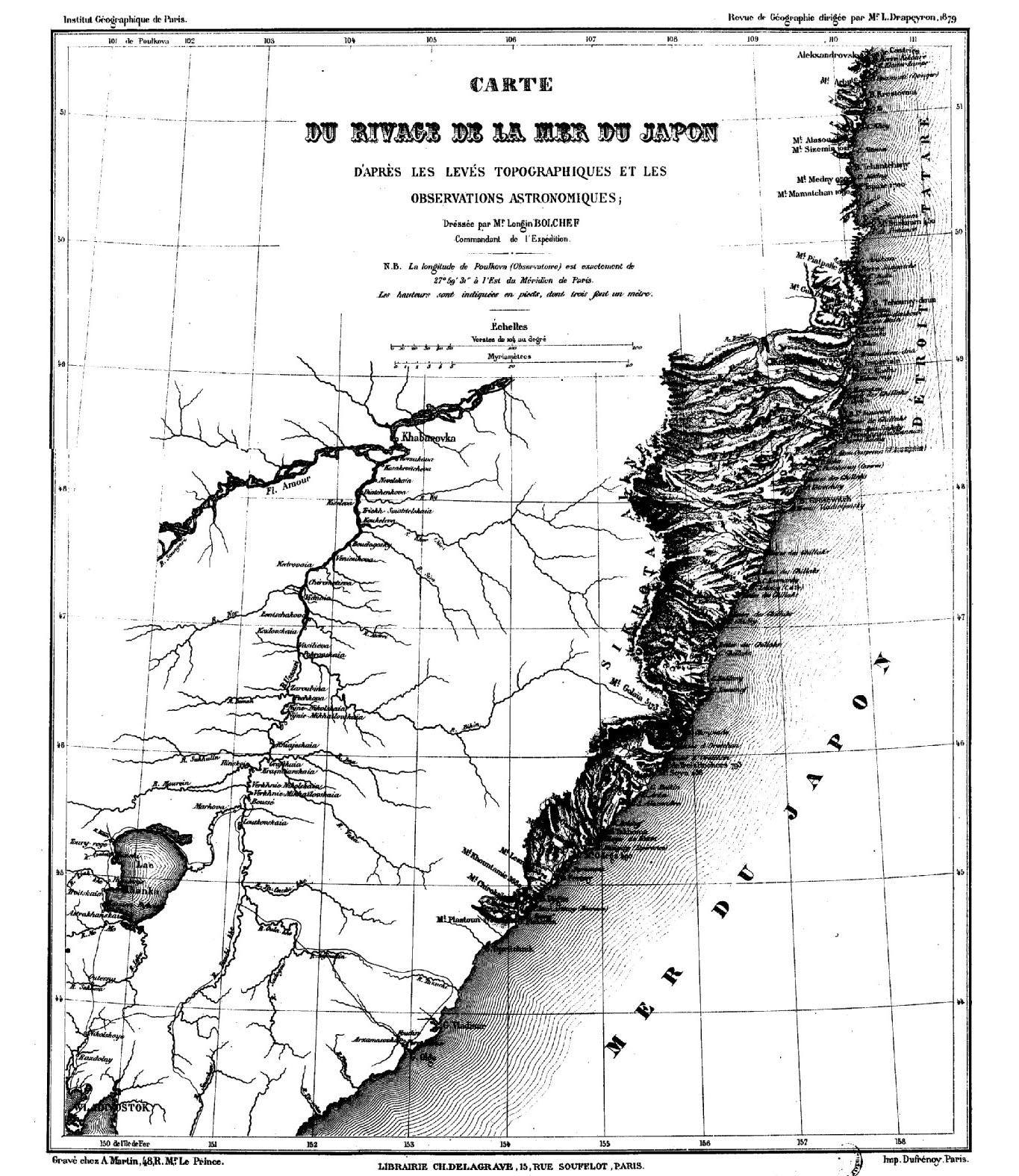
Карта побережья Японского моря, составленная по итогам экспедиции

Весной 1874 года Большев был назначен руководителем экспедиции Иркутского отдела Генерального штаба по топографической съёмке дальневосточного побережья России. По плану, члены экспедиции (11 съёмщиков) должны были высадиться попарно по побережью Японского моря и Татарского пролива на расстоянии около 200 вёрст друг от друга и двигаться навстречу своей паре, производя замеры и съёмку. Начальник экспедиции Большев должен был работать с судна, определяя на всём протяжении береговой линии основные астрономические пункты, которые могли бы в дальнейшем служить опорными пунктами для гидрографических работ и на которые впоследствии можно было бы положить всю съёмку местности.
Экспедиция началась 20 июня 1874 года выходом на шхуне «Восток» из Владивостока. Для производства вспомогательных работ экспедиции были приданы 92 нижних чина Сибирского линейного батальона. Задержавшись в заливе Ольги для ремонта старой шхуны, 4 июля экспедиция приступила к выполнению поставленных задач. Съёмщики военные топографы З. М. Белкин, И. Е. Андреев, П. С. Гроссевич, А. И. Сосунов, И. К. Ванин, И. В. Павлович, Ф. А. Силантьев и другие за три месяца в сложных условиях произвели топографические измерения и нанесли на карту бо́льшую часть побережья Японского моря и Татарского пролива от залива Пластун до залива Де-Кастри на протяжении 1036 вёрст и на 16 вёрст вглубь побережья. Были обследованы прибрежные реки и озёра, определены высоты 264 гор и возвышенностей, даны названия многим географическим объектам. Большев, руководя работами, в то же время провёл исследование жизни местного населения.
По итогам экспедиции, завершившейся в октябре 1874 года, Большев представил многочисленные картографические, астрономические и этнографические материалы и подробнейший отчёт, напечатанный в «Известиях Восточно-Сибирского отдела Императорского Русского географического общества» (1877) и «Revue de Géographie, dirigée par Drapeyron» (1879). В 1877 году его работа была удостоена малой серебряной медали ИРГО. Карты побережья были представлены лично императору Александру II.

### Последние годы жизни
После возвращения из экспедиции Большев был командирован на китайскую границу для переговоров по урегулированию пограничных споров с Китаем. Переговоры не состоялись, однако за этот период Большев произвёл определение 23 астрономических пунктов по реке Онон. В 1875 и 1877 годах участвовал в сибирской нивелировке ИРГО (по проекту А. А. Тилло), в ходе которой были определены, в том числе, абсолютные высоты Иркутска и озера Байкал. В 1876 году провёл определение 13 астрономических пунктов между Томском и Иркутском, а также нивелировку вдоль почтового тракта на берегу Байкала от станицы Кимельтейской до села Лиственничного.
4 июля 1876 года Большев был произведён в полковники и назначен начальником Съёмочного отдела при Главном управлении Восточной Сибири и Межевого отдела казачьих войск. В том же году он возглавил Восточно-Сибирский отдел ИРГО. Также многие годы являлся активным членом Общества пособия учащимся Восточной Сибири и Общества попечения о больных и раненых воинах.
Логгин Александрович Большев скоропостижно скончался 3 августа 1880 года на служебном месте. Похоронен 5 августа 1880 года в Иркутске на Иерусалимском кладбище. В память о заслугах Большева его именем названы мыс (45°31′17″ с. ш. 137°17′50″ в. д.) на материковом побережье Японского моря и река (44°12′31″ с. ш. 145°59′48″ в. д.) на острове Кунашир.

## Семья
Логгин Александрович Большев был женат на Екатерине Константиновне (1842—1882), дочери генерал-майора Константина Карловича Клодта (Клодт фон Юргенсбурга). В семье было несколько детей.
Один из сыновей — Николай Логгинович Большев (1871—1925), офицер Русской императорской армии, участник Русско-японской и Первой мировой войн, после революции служил в РККА. Его сын — Логин Николаевич Большев (1922—1978), участник Великой Отечественной войны, лётчик-истребитель, в дальнейшем — математик, профессор Московского государственного университета имени М. В. Ломоносова, член-корреспондент АН СССР.
Старший брат Логгина Александровича — Андрей Александрович Большев (1828—1904), также военный топограф и картограф, генерал-майор (1893), начальник картографических заведений Военно-топографического отдела Главного штаба (1897—1904). Под его руководством были составлены стовёрстная карта азиатской части Российской империи (1884), карта Азии по результатам русских путешествий с указанием их маршрутов (1892) и другие.

## Награды
За время службы полковник Большев был удостоен следующих наград:
- орден Святого Станислава 3-й степени (1865),
- орден Святого Станислава 2-й степени (1874),
- орден Льва и Солнца 3-й степени (1870),
- орден Меджидие 3-й степени (1870).